# Курилівка (зупинний пункт)

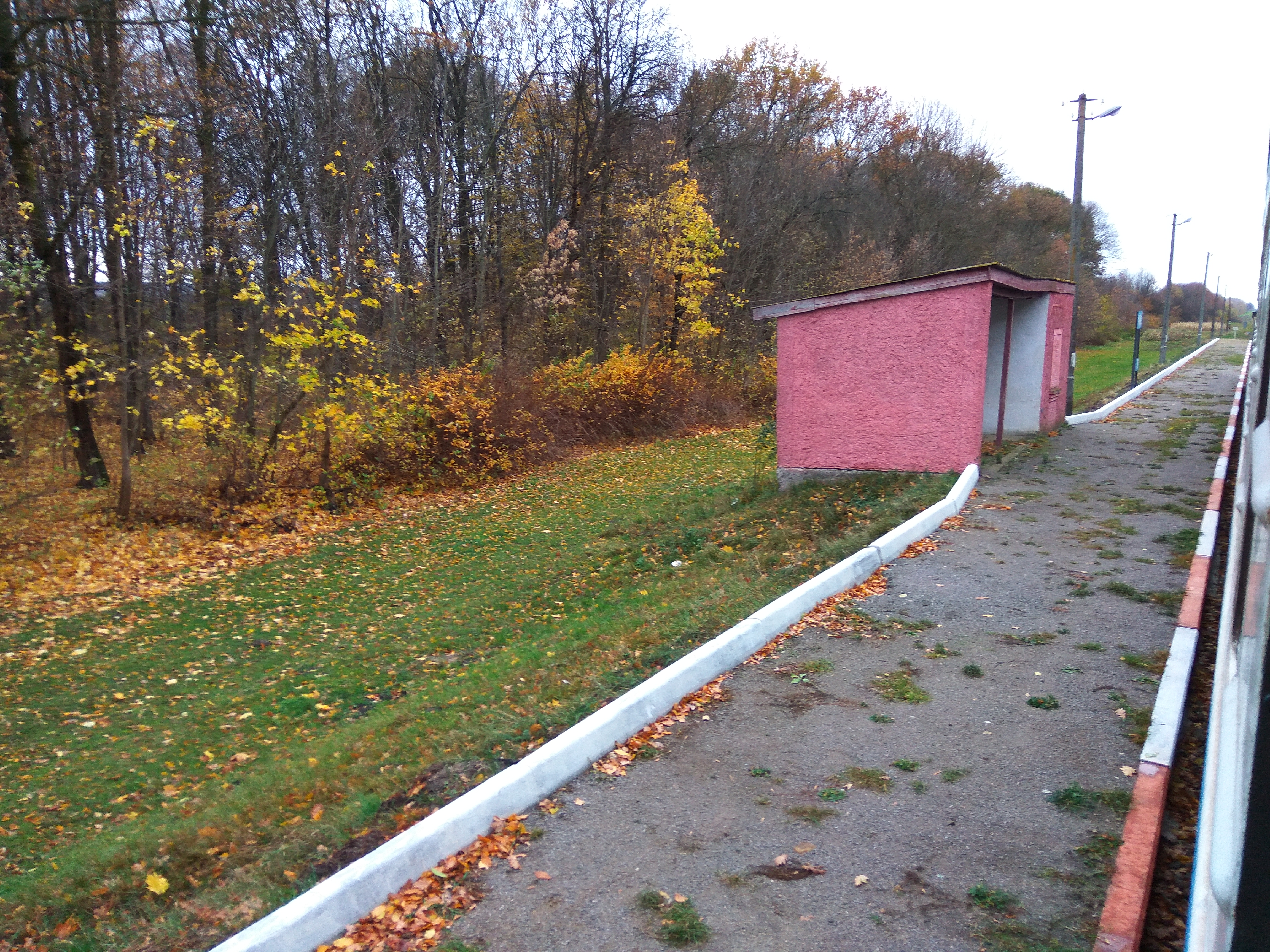

Курилівка — зупинний пункт Жмеринської дирекції Південно-Західної залізниці, лінія Калинівка — Старокостянтинів.
Розташований на території Хмільницького району Вінницької області між станцією Хмільник та зупинним пунктом Соломірка.
Тут зупиняється двічі на день дизель-поїзд «Хмельницький — Вінниця» (квитки можна купити в поїзді).
Найближчі села — Курилівка, Широка Гребля, Сербанівка.